# Quercus petelotii
Quercus petelotii là một loài thực vật có hoa trong họ Cử. Loài này được A.Camus miêu tả khoa học đầu tiên năm 1951.